# Campeonato Mundial de Natación en Piscina Corta de 2022
El XVI Campeonato Mundial de Natación en Piscina Corta se celebró en Melbourne (Australia) entre el 13 y el 18 de diciembre de 2022 bajo la organización de World Aquatics y la Federación Australia de Natación.
Inicialmente, el campeonato iba a disputarse en la ciudad rusa de Kazán, pero debido a la invasión rusa de Ucrania, la FINA canceló la sede rusa.
Las competiciones se realizaron en el Centro Deportivo y Acuático de la ciudad australiana.
Los deportistas de Rusia y Bielorrusia fueron excluidos de este campeonato debido a la invasión rusa de Ucrania.

## Resultados

### Masculino
| Evento                    | Oro | Plata                                                                                   | Bronce                                                                                     |
| ------------------------- | --- | --------------------------------------------------------------------------------------- | ------------------------------------------------------------------------------------------ |
| 50 m libre (17.12)        | Jordan Crooks Islas Caimán 20,46 | Benjamin Proud Reino Unido 20,49                                                        | Dylan Carter Trinidad y Tobago 20,72                                                       |
| 100 m libre (15.12)       | Kyle Chalmers Australia 45,16 | Maxime Grousset Francia 45,41                                                           | Alessandro Miressi · Italia · 45,57                                                        |
| 200 m libre (18.12)       | Hwang Sun-Woo Corea del Sur 1:39,72 | David Popovici · Rumania · 1:40,79                                                      | Thomas Dean Reino Unido 1:40,86                                                            |
| 400 m libre (15.12)       | Kieran Smith Estados Unidos 3:34,38 | Thomas Neill Australia 3:35,05                                                          | Danas Rapšys · Lituania · 3:36,26                                                          |
| 800 m libre (17.12)       | Gregorio Paltrinieri · Italia · 7:29,99 | Henrik Christiansen · Noruega · 7:33,12                                                 | Logan Fontaine Francia 7:3,12                                                              |
| 1500 m libre (13.12)      | Gregorio Paltrinieri · Italia · 14:16,28                                                                                                   | Damien Joly Francia 14:19,62                                                            | Henrik Christiansen · Noruega · 14:24,08                                                   |
| 50 m espalda (16.12)      | Ryan Murphy Estados Unidos 22,64 | Isaac Cooper Australia 22,73                                                            | Kacper Stokowski · Polonia · 22,74                                                         |
| 100 m espalda (14.12)     | Ryan Murphy Estados Unidos 48,50 | Lorenzo Mora · Italia · 49,04                                                           | Isaac Cooper Australia 49,52                                                               |
| 200 m espalda (18.12)     | Ryan Murphy Estados Unidos 1:47,41 | Shaine Casas Estados Unidos 1:48,01                                                     | Lorenzo Mora · Italia · 1:48,45                                                            |
| 50 m braza (18.12)        | Nic Fink Estados Unidos 25,38 | Nicolò Martinenghi · Italia · 25,42                                                     | Simone Cerasuolo · Italia · 25,68                                                          |
| 100 m braza (15.12)       | Nic Fink Estados Unidos 55,88 | Nicolò Martinenghi · Italia · 56,07                                                     | Adam Peaty Reino Unido 56,25                                                               |
| 200 m braza (16.12)       | Daiya Seto Japón 2:00,35 | Nic Fink Estados Unidos 2:01,60                                                         | Qin Haiyang China 2:02,22                                                                  |
| 50 m mariposa (14.12)     | Nicholas Santos · Brasil · 21,78 | Noè Ponti · Suiza · 21,96                                                               | Szebasztián Szabó · Hungría · 21,98                                                        |
| 100 m mariposa (18.12)    | Chad le Clos Sudáfrica 48,59 | Ilya Kharun · Canadá · 49,03                                                            | Marius Kusch · Alemania · 49,12                                                            |
| 200 m mariposa (15.12)    | Chad le Clos Sudáfrica 1:48,27 | Daiya Seto Japón 1:49,22                                                                | Noè Ponti · Suiza · 1:49,42                                                                |
| 100 m estilos (16.12)     | Thomas Ceccon · Italia · 50,97 | Javier Acevedo · Canadá · 51,05                                                         | Finlay Knox · Canadá · 51,10                                                               |
| 200 m estilos (13.12)     | Matthew Sates Sudáfrica 1:50,15 | Carson Foster Estados Unidos 1:50,96                                                    | Finlay Knox · Canadá · 1:51,04                                                             |
| 400 m estilos (17.12)     | Daiya Seto Japón 3:55,75 | Carson Foster Estados Unidos 3:57,63                                                    | Matthew Sates Sudáfrica 3:59,21                                                            |
| 4 × 50 m libre (15.12)    | Australia Isaac Cooper Matthew Temple Flynn Southam Kyle Chalmers 1:23,44                                                                  | Italia · Alessandro Miressi · Leonardo Deplano · Thomas Ceccon · Manuel Frigo · 1:23,48 | Países Bajos · Kenzo Simons · Nyls Korstanje · Stan Pijnenburg · Thom de Boer · 1:23,75    |
| 4 × 100 m libre (13.12)   | Italia · Alessandro Miressi · Paolo Conte Bonin · Leonardo Deplano · Thomas Ceccon · 3:02,75 RM                                            | Australia Flynn Southam Matthew Temple Thomas Neill Kyle Chalmers 3:04,63               | Estados Unidos Drew Kibler Shaine Casas Carson Foster Kieran Smith 3:05,09                 |
| 4 × 200 m libre (16.12)   | Estados Unidos Kieran Smith Carson Foster Trenton Julian Drew Kibler 6:44,12 RM                                                            | Australia Thomas Neill Kyle Chalmers Flynn Southam Mackenzie Horton 6:46,54             | Italia · Matteo Ciampi · Thomas Ceccon · Alberto Razzetti · Paolo Conte Bonin · 6:49,63    |
| 4 × 50 m estilos (17.12)  | Italia · Lorenzo Mora · Nicolò Martinenghi · Matteo Rivolta · Leonardo Deplano · 1:29,72 RM                                                | Estados Unidos Ryan Murphy Nic Fink Shaine Casas Michael Andrew 1:30,37                 | Australia Isaac Cooper Grayson Bell Matthew Temple Kyle Chalmers 1:30,81                   |
| 4 × 100 m estilos (18.12) | Australia Isaac Cooper Joshua Yong Matthew Temple Kyle Chalmers Estados Unidos Ryan Murphy Nic Fink Trenton Julian Kieran Smith 3:18,98 RM | —                                                                                       | Italia · Lorenzo Mora · Nicolò Martinenghi · Matteo Rivolta · Alessandro Miressi · 3:19,06 |

### Femenino
| Evento                    | Oro                                                                               | Plata                                                                                 | Bronce                                                                                   |
| ------------------------- | --------------------------------------------------------------------------------- | ------------------------------------------------------------------------------------- | ---------------------------------------------------------------------------------------- |
| 50 m libre (17.12)        | Emma McKeon Australia 23,04                                                       | Katarzyna Wasick · Polonia · 23,55                                                    | Anna Hopkin Reino Unido 23,68                                                            |
| 100 m libre (15.12)       | Emma McKeon Australia 50,77                                                       | Siobhan Haughey Hong Kong 50,87                                                       | Marrit Steenbergen · Países Bajos · 51,25                                                |
| 200 m libre (18.12)       | Siobhan Haughey Hong Kong 1:51,65                                                 | Rebecca Smith · Canadá · 1:52,24                                                      | Marrit Steenbergen · Países Bajos · 1:52,28                                              |
| 400 m libre (13.12)       | Lani Pallister Australia 3:55,04                                                  | Erika Fairweather Nueva Zelanda 3:56,00                                               | Leah Smith Estados Unidos 3:59,78                                                        |
| 800 m libre (14.12)       | Lani Pallister Australia 8:04,07                                                  | Erika Fairweather Nueva Zelanda 8:10,41                                               | Miyu Namba Japón 8:12,98                                                                 |
| 1500 m libre (16.12)      | Lani Pallister Australia 15:21,43                                                 | Miyu Namba Japón 15:46,76                                                             | Kensey McMahon Estados Unidos 15:49,15                                                   |
| 50 m espalda (16.12)      | Margaret Mac Neil · Canadá · 25,25 RM                                             | Claire Curzan Estados Unidos 25,54                                                    | Mollie O'Callaghan Australia 25,61                                                       |
| 100 m espalda (14.12)     | Kaylee McKeown Australia 55,49                                                    | Mollie O'Callaghan Australia 55,62                                                    | Claire Curzan · Estados Unidos · Ingrid Wilm · Canadá · 55,74                            |
| 200 m espalda (18.12)     | Kaylee McKeown Australia 1:59,26                                                  | Claire Curzan Estados Unidos 2:00,53                                                  | Kylie Masse · Canadá · 2:01,26                                                           |
| 50 m braza (18.12)        | Rūta Meilutytė · Lituania · 28,50                                                 | Lara van Niekerk Sudáfrica 29,09                                                      | Lilly King Estados Unidos 29,11                                                          |
| 100 m braza (15.12)       | Lilly King Estados Unidos 1:02,67                                                 | Tes Schouten · Países Bajos · 1:03,90                                                 | Anna Elendt · Alemania · 1:04,02                                                         |
| 200 m braza (16.12)       | Kate Douglass Estados Unidos 2:15,77                                              | Lilly King Estados Unidos 2:17,13                                                     | Tes Schouten · Países Bajos · 2:18,19                                                    |
| 50 m mariposa (14.12)     | Margaret Mac Neil · Canadá · Torri Huske · Estados Unidos · 24,64                 | —                                                                                     | Zhang Yufei China 24,71                                                                  |
| 100 m mariposa (18.12)    | Margaret Mac Neil · Canadá · 54,05 RM                                             | Torri Huske Estados Unidos 54,75                                                      | Louise Hansson · Suecia · 54,87                                                          |
| 200 m mariposa (15.12)    | Dakota Luther Estados Unidos 2:03,37                                              | Hali Flickinger Estados Unidos 2:03,78                                                | Elizabeth Dekkers Australia 2:03,94                                                      |
| 100 m estilos (16.12)     | Marrit Steenbergen · Países Bajos · 57,53                                         | Béryl Gastaldello Francia 57,63                                                       | Louise Hansson · Suecia · 57,68                                                          |
| 200 m estilos (13.12)     | Kate Douglass Estados Unidos 2:02,12                                              | Alexandra Walsh Estados Unidos 2:03,37                                                | Kaylee McKeown Australia 2:03,57                                                         |
| 400 m estilos (17.12)     | Hali Flickinger Estados Unidos 4:26,51                                            | Sara Franceschi · Italia · 4:25,58                                                    | Waka Kobori Japón 4:29,03                                                                |
| 4 × 50 m libre (15.12)    | Estados Unidos Torri Huske Claire Curzan Kate Douglass Erika Brown 1:33,89        | Australia Meg Harris Madison Wilson Mollie O'Callaghan Emma McKeon 1:34,23            | Países Bajos · Kim Busch · Maaike de Waard · Kira Toussaint · Valerie van Roon · 1:35,36 |
| 4 × 100 m libre (13.12)   | Australia Mollie O'Callaghan Madison Wilson Meg Harris Emma McKeon 3:25,43 RM     | Estados Unidos Torri Huske Kate Douglass Claire Curzan Erika Brown 3:26,29            | Canadá · Rebecca Smith · Taylor Ruck · Margaret Mac Neil · Katerine Savard · 3:28,06     |
| 4 × 200 m libre (14.12)   | Australia Madison Wilson Mollie O'Callaghan Leah Neale Lani Pallister 7:30,87 RM  | Canadá · Rebecca Smith · Katerine Savard · Mary-Sophie Harvey · Taylor Ruck · 7:34,47 | Estados Unidos Alexandra Walsh Hali Flickinger Erin Gemmell Leah Smith 7:34,70           |
| 4 × 50 m estilos (17.12)  | Australia Mollie O'Callaghan Chelsea Hodges Emma McKeon Madison Wilson 1:42,35 RM | Estados Unidos Claire Curzan Lilly King Torri Huske Kate Douglass 1:42,41             | Suecia · Louise Hansson · Klara Thormalm · Sara Junevik · Michelle Coleman · 1:42,43     |
| 4 × 100 m estilos (18.12) | Estados Unidos Claire Curzan Lilly King Torri Huske Kate Douglass 3:44,35 RM      | Australia Kaylee McKeown Jenna Strauch Emma McKeon Meg Harris 3:44,92                 | Canadá · Ingrid Wilm · Sydney Pickrem · Margaret Mac Neil · Taylor Ruck · 3:46,22        |

### Mixto
| Evento                   | Oro                                                                                   | Plata                                                                                          | Bronce                                                                                      |
| ------------------------ | ------------------------------------------------------------------------------------- | ---------------------------------------------------------------------------------------------- | ------------------------------------------------------------------------------------------- |
| 4 × 50 m libre (16.12)   | Francia Maxime Grousset Florent Manaudou Béryl Gastaldello Mélanie Henique 1:27,33 RM | Australia Kyle Chalmers Matthew Temple Meg Harris Emma McKeon 1:28,03                          | Países Bajos · Kenzo Simons · Thom de Boer · Maaike de Waard · Marrit Steenbergen · 1:28,53 |
| 4 × 50 m estilos (14.12) | Estados Unidos Ryan Murphy Nic Fink Kate Douglass Torri Huske 1:35,15 RM              | Italia · Lorenzo Mora · Nicolò Martinenghi · Silvia Di Pietro · Costanza Cocconcelli · 1:36,01 | Canadá · Kylie Masse · Javier Acevedo · Ilya Kharun · Margaret Mac Neil · 1:36,93           |

## Medallero
| Núm. | País              | Oro | Plata | Bronce | Total |
| ---- | ----------------- | --- | ----- | ------ | ----- |
| 1    | Estados Unidos    | 17  | 13    | 6      | 36    |
| 2    | Australia         | 13  | 8     | 5      | 26    |
| 3    | Italia            | 5   | 6     | 5      | 16    |
| 4    | Canadá            | 3   | 4     | 7      | 14    |
| 5    | Sudáfrica         | 3   | 1     | 1      | 5     |
| 6    | Japón             | 2   | 2     | 2      | 6     |
| 7    | Francia           | 1   | 3     | 1      | 5     |
| 8    | Países Bajos      | 1   | 1     | 6      | 8     |
| 9    | Hong Kong         | 1   | 1     | 0      | 2     |
| 10   | Lituania          | 1   | 0     | 1      | 2     |
| 11   | Brasil            | 1   | 0     | 0      | 1     |
| 11   | Islas Caimán      | 1   | 0     | 0      | 1     |
| 11   | Corea del Sur     | 1   | 0     | 0      | 1     |
| 14   | Nueva Zelanda     | 0   | 2     | 0      | 2     |
| 15   | Reino Unido       | 0   | 1     | 3      | 4     |
| 16   | Noruega           | 0   | 1     | 1      | 2     |
| 16   | Polonia           | 0   | 1     | 1      | 2     |
| 16   | Suiza             | 0   | 1     | 1      | 2     |
| 19   | Rumania           | 0   | 1     | 0      | 1     |
| 20   | Suecia            | 0   | 0     | 3      | 3     |
| 21   | Alemania          | 0   | 0     | 2      | 2     |
| 21   | China             | 0   | 0     | 2      | 2     |
| 23   | Hungría           | 0   | 0     | 1      | 1     |
| 23   | Trinidad y Tobago | 0   | 0     | 1      | 1     |
|      | TOTAL             | 50  | 46    | 49     | 145   |